# Magyarország az 1929–33-as világválságban
Magyarországot 1929 és 1933 között igen súlyosan érintette a nagy gazdasági világválság. 
A gazdasági helyzet az 1920-as évek végére stabilizálódni látszott az első világháború és Trianon megrázkódtatásai után. A világgazdasági konjunktúrában a magyar termékek számára kedvezőek voltak az értékesítési lehetőségek külföldön, szükségleteit is viszonylag könnyen be tudta szerezni az ország, illetve a kedvező külföldi hitelek is elősegítették a viszonylagos fellendülést. A gazdasági válság ezeket a kedvező körülményeket mind megszüntette.
A magyar mezőgazdaság volt a korabeli kivitel 70%-át adta. A túltermelési válság ezt a szektort érintette a legsúlyosabban. A válság a magyarországi búzaátlagárakat 1934 elejére mélypontra süllyesztette (az 1928-as 30 pengő/mázsa átlagárról 10 pengő/mázsa alá), ami az egész világon példátlannak számított, csak az argentínai árszínvonal volt hasonlóan alacsony. 
A válság alatt közel 20%-kal esett vissza az ipari termelés; a vas- és acélgyártás, a bányászat (szénbányászat kivételével), a kohóipar, a gépgyártás, valamint a faipar szenvedte el a legnagyobb termeléscsökkenést. A mindennapi, nélkülözhetetlen cikkek kibocsátása csak kisebb mértékben csökkent, a textilipar, bőripar, papíripar, vegyipar, villamossági ipar és a konzervipar pedig növelni is tudta kibocsátását.
A fizetésképtelenség, a csődök elkerülése érdekében 1931. július 13-án a kormányzat három napos bankszünnapot rendelt el. Az aranystandardról áttértek a kötött devizagazdálkodásra. 
A világválság kifulladása és a kormányzati intézkedések révén a magyar gazdaság is túljutott a válságon, fellendülés indult meg, ami azonban hamarosan, a győri program révén, a második világháborút megelőző háborús konjunktúrába torkollott.

## Története

### Mezőgazdaság

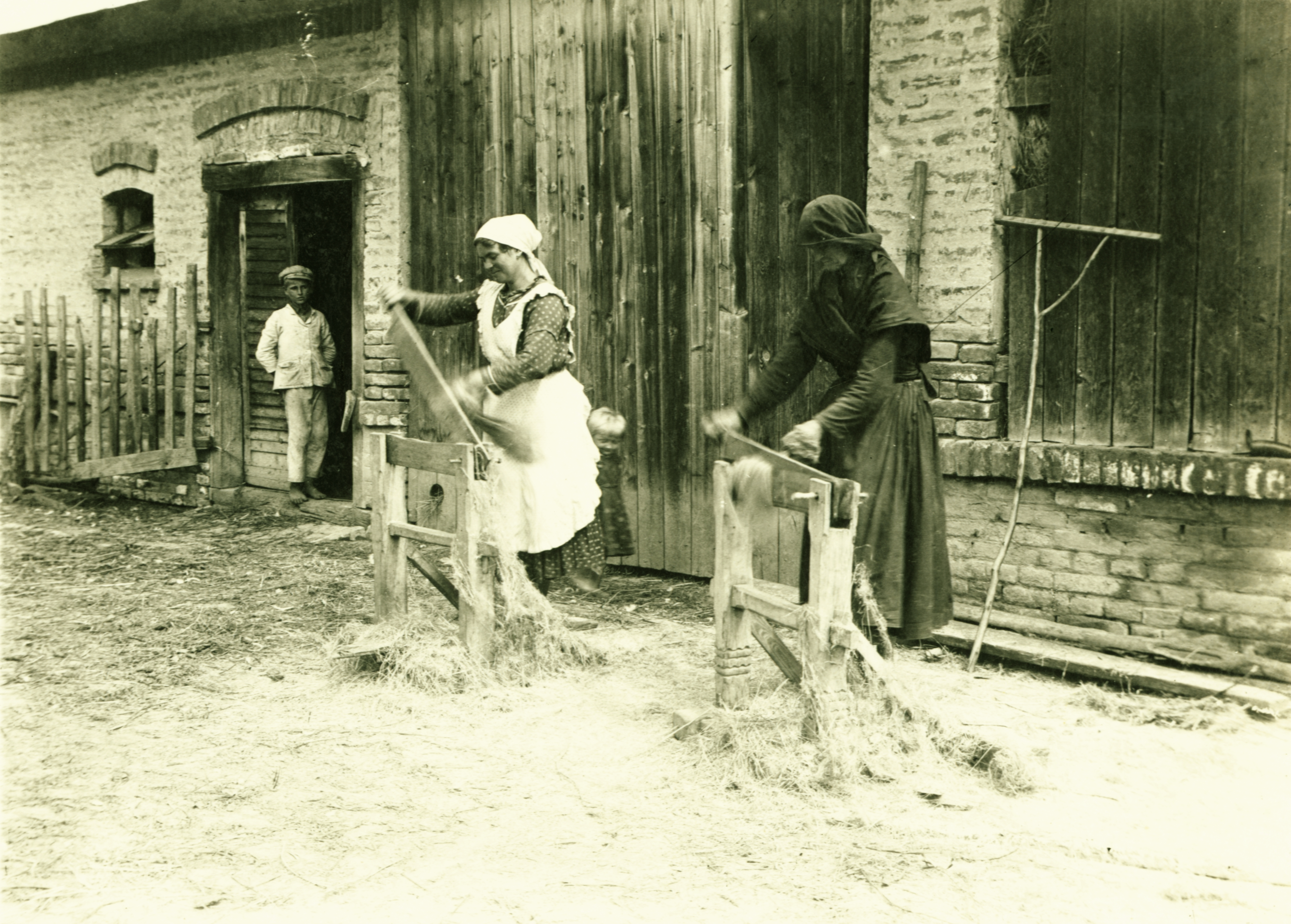
Kendert tiloló asszonyok

Magyarország a két világháború között agrár–ipari ország volt, a lakosság többsége a mezőgazdaságból élt, és az ország jelentős agrárexportőr volt, az élelmiszertermelés kalóriaértékének általában 25–30%-át exportálta. A korabeli Magyar Gazdaságkutató Intézet számításai szerint azonban az akkori terméseredmények és a „helyes és szükséges” fogyasztás mellett az ország nem rendelkezett volna kiviteli felesleggel. A tényleges élelmiszer-fogyasztás azonban ettől nagyon elmaradt. Az egy főre eső évi cukorfogyasztás 1924-ben például mindössze 5,5 kg-ot tett ki, miközben ez az érték Dániában 42,6,  Csehszlovákiában 28,6, Németországban 22,4 Ausztriában 20,8 kg volt. Ráadásul az összes cukorfogyasztás 46%-a Budapest 1 milliónyi lakosára esett, miközben a maradék 54%-on 7 millió lakos osztozott. Az ország azonban az 1920-as évek végéig jelentősebb exportértékesítési gondokkal nem küzdött.
A nemzetközi gazdasági válság első jelei a gabonapiacon jelentek meg. A korszerű technika segítségével szerte a világon sok új földterületet vontak művelés alá. A vasutak kiépülésével és a tengeri szállítás fejlődésével az Egyesült Államok mellett Kanada, Argentína és Ausztrália is kilépett a gabona világpiacára. A fizetőképes kereslethez viszonyítva túl sok gabona került a piacra, az árak már 1929 előtt zuhanni kezdtek.
Magyarország a tengerentúli országoknál még kedvezőtlenebb helyzetben volt. Alacsonyabb volt a gépesítettség, magasabb az önköltség, másrészt a fejlett ipari országok a mezőgazdaság támogatására jelentősebb összegeket tudtak fordítani és a belső piacuk sem szűkült le olyan mértékben, mint hazánkban. A magyar mezőgazdaságban a gabonatermelés túlsúlya is további gondot jelentett.
Az 1930-as magyar mezőgazdasági év nagyon rossz terméseredményeket hozott, de ez sem gátolta a gabona áresését, ami az egyes fő termékeknél 6–28%-ot ért el. Az árcsökkenés a következő években folytatódott: a búza nagykereskedelmi ára az 1924/28-as évek átlagárát 100-nak véve 1933-ra 35,6-ra zuhant le. A növényi eredetű termékek áresése 1929 és 1933 között 54%-os volt, míg az állatok és állati termékek árcsökkenése 48%-os.
Az 1929–1933. évi válság az agrárolló szélesre nyílását is okozta. Míg 1928-ig 1913-hoz képest ipari árak csak 6%-kal nőttek gyorsabban, mint a mezőgazdasági árak, ez az agrárolló – immár az árak csökkenése mellett – 1930-ra 47%-ra, 1933-ban pedig egyenesen 70%-ra nőtt. Az ipari termékek ára sokkal kisebb mértékben csökkent, mint a mezőgazdaság áruié. A mezőgazdaság pénzbevétele 1932/33-ra az 1928/29 évinek a 44%-ára csökkent. A termés volumene, azonos áron számolva, stagnált vagy valamelyest csökkent. A vetésterület hasonlóképpen nagyjából változatlan maradt.
A pénzhiány miatt a mezőgazdasági termelés technikai színvonal csökkent, a gazdálkodás a korábbikanál is külterjesebbé vált. Az állattenyésztés terén a más a válság előtt megfigyelhető csökkenés folytatódott, az állatállomány az 1911-es színvonalhoz képest 20–50%-kal csökkent (természetesen azonos területre vetítve).
Az adósságállomány terén ugyancsak folytatódott a már a 20-as években megindult növekedés: amíg 1925/26-ban az adósságteher még csak 135,5 millió pengő volt, 1928/29-re 1171,6 millió pengő, 1932/33-ra pedig 2178,7 millió pengő, 1928/29-hez képest tehát 85%-os növekedés következett be. 1932/33-ban az adósságteher már 230%-kal nagyobb volt az agrárium bevételeinél, míg 1928-ban a pénzbevételnek csak a 78%-ára rúgott.

#### Állami beavatkozás a mezőgazdaságban
A válság leküzdésére az állam jelentős beavatkozásokat hajtott végre az agráriumban. A valutaleértékelés szerepét betöltő felárrendszeren (boletta-rendszer) keresztül jelentős összegeket fordítottak a mezőgazdasági termények értékesítésének támogatására. Amig az 1929/30 évi költségvetési évben az erre a célra előirányzott összeg még csak 380 000 pengő volt, 1932/33-ban és a később évi 5-6 millió pengő körül volt.
A külpiaci versenyképesség érdekében a magyar kormányzat nagy súlyt fektetett a minőség javításába. A búzanemesítés nagyobb mértékben 1931-ben indult meg. A nemesitett vetőmag termesztése jó üzletet jelentett, a termelők vetőmagfelárat kaptak, az állam vállalta a szállítási költségeket, továbbá magasabb terméshozamot értek el.
Néhány haszonnövény, mint a cukorrépa és a dohány esetében sor került a vetésterület korlátozására is a túltermelés csökkentése illetve az árak fenntartása érdekében. A mezőgazdasági válságból való kilábalást igyekezett elősegíteni a kormányzat a termények szállítási díjainak csökkentésével is.
Fontos eszköze volt az állami beavatkozásnak a „gazdaadósságok” rendezése is 1931-től. Az állam magára vállalta az adósságok egy részének fizetését, ezzel a bankoknak is segített. Az 1933/34–1934/35 költségvetési évben az erre a célra létrehozott különböző alapok együttes kiadása 32,5 millió pengőt tett ki, 1933/36-1936/37-ben már 75,6 millió pengőt.

### Ipar

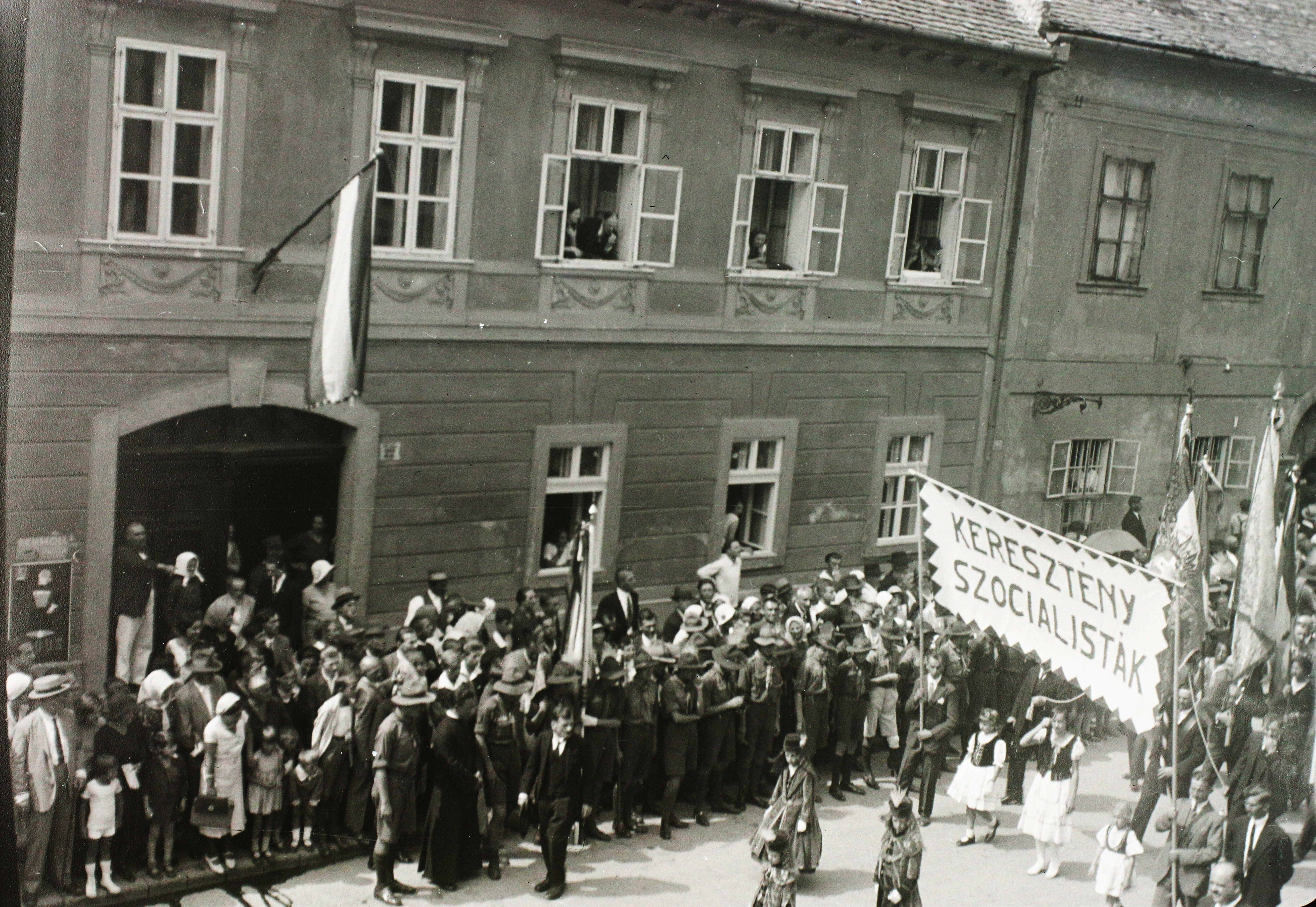
Szent Jobb körmenet, 1932

Az iparban a válság első jelei 1929-ben, áresések formájában jelentek meg. Egy év alatt közel 6%-kal csökkentek az iparcikkek árai. Az termelés volumene ekkor még kissé emelkedett. 1929 végétől és a következő években azonban hatalmas visszaesés következett be.
A magyar gyáripar egyes ágait a válság különböző időpontokban és hevességgel érintette. Az eltérésekhez hozzájárultak az állami protekcionista intézkedések is, amelyek a magyar ipar érdekében, elsősorban a könnyűipar egyes ágaiban, erős behozatali korlátozásokat vezettek be.
A válság hatása szerint az egész gyáripart három csoportra oszthatjuk:
Az első csoportba azok az iparágak tartoztak, amelyek túlnyomórészt termelőeszközöket állítottak elő, mint a vas- és fémipar, a gépgyártás, az építőanyagipar és a faipar. Ezek esetében volt a legnagyobb a termelés visszaesése. E négy iparág együttes termelése 1932-ben az 1929. évinek 52%-ára esett vissza.
Az első csoporton belül az alapanyagtermelést különösen súlyos csapások érték. A vasérctermelés 80%-kal, a nyersvastermelés 90%-kal csökkent. A gépgyártáson belül a legerősebben a mezőgazdasági gépgyártás csökkent. Az Első Magyar Gazdasági Gépgyár (EMAG) gyár például 1928-ban 468, 1932-ben pedig már csak 12 db cséplőgépet adott el.
A túltermelésnek és az azt követő visszaesésnek, a beruházások, építkezések leállításának hatására az építőanyag-ipar is 50% körüli veszteségeket szenvedett. Ezekben az ágazatokban hosszabb ideig is tartott a válság, mint az ipar más területein.
Ebben a korszakban a nehézipar volt a leginkább monopolizált terület az egész gyáriparon belül. A vasipar és szénbányászat termelésének közel 100%-a kartellek befolyása alatt állt, és ezért viszonylag magasan tudták tartani az árszínvonalat a válság alatt is. Míg az ipari árak átlagosan 25%-kal estek, addig a nehézipari árak általában csak 3-4%-kal
csökkentek á válság éveiben, sőt egyes területeken még áremeléseket is el tudtak érni. 1933-34-ben áraikat már 6%-kal az 1929-es szint fölé emelték. (Más kartellek is igyekeztek hasonló árpolitikát folytatni, igy a cukorkartell is emelte a cukor árát.)
Az árak magasan tartása azonban súlyosbította és elnyújtotta a nehézipar válságát, a termelés visszaesését.
Az iparágak második csoportjában, az élelmezési ipar és néhány más fogyasztási ipar körében is erősen éreztette hatását a vásárlóképes kereslethez képest megjelenő túltermelés. A lakosság a válságra kénytelen volt életszínvonala csökkentésével reagálni, lemondani a létfenntartás minimumán túl az élelmiszerek egy részéről is. Ebben a csoportban a termelés visszaesése 23% körüli volt.
Az alapvetően szükséges fogyasztási cikkek termelése azonban értelemszerűen kevésbé csökkent, mint a nehéziparé. Olyan cikkek is voltak, mint a kenyér, amelyek fogyasztása megnőtt, mivel a lakosság ezzel ellensúlyozta a drágább élelmiszerekről való lemondást.
A harmadik csoportba tartozó iparágak termelése viszont alig esett vissza. Ide tartozott a könnyűipari ágak többsége, mindenekelőtt a textil-, bőr- és papíripar. Termelésük 1933-ban már több mint 10%-kal meghaladta az 1929-es szintet. Ezt úgy érték el, hogy az állam protekcionista intézkedésekkel kiszorította a külföldi termékeket a piacról. Így a belső fizetőképes kereslet 20-30%-os csökkenése ellenére a textilipar legtöbb ágára nézve nem zsugorodott a piac.
Egészében vizsgálva a gyáripari termelés visszaesése 1932-ben érte el a mélypontját, amikor 24%-kal maradt el az 1929-es csúcspontot jelentő termeléstől. Az üzemek kapacitásainak kihasználása, ami már a válság előtt is hanyatló tendenciát mutatott, még nagyobb mértékben esett vissza. Az 1927-es színvonalat 100-nak véve, 1929-ben már csak 92, 1932-ben pedig csupán 62,5 volt, tehát a gyárak a kapacitásuknak még a kétharmadát sem használták ki. Emellett 672 gyár teljesen megszüntette működését.
A termelés nagyarányú visszaesése természetesen a munkanélküliség növekedését okozta. 1928-ban 615 ezer munkás dolgozott az iparban, ez 1932-re 429 ezerre, azaz több mint 30%-kal csökkent. A közel 200 ezer teljes munkanélküli mellett sokan dolgoztak csökkentett időben, csökkentett fizetésért. Gyakori volt a rendszeres, természetesen fizetetlen „munkaszünnapok” beiktatása a gyárakban.
Magyarországon azonban egészében véve az ipari termelés visszaesése elmaradt az egyesült államokbeli (46%), németországi (40%), vagy francia (31%) adatoktól, mivel az egyes iparágak korábbi elmaradása lehetővé tette, hogy a behozatal szigorítása révén egyes iparágak növelhessék termelésüket.

### Pénzügyi és hitelválság

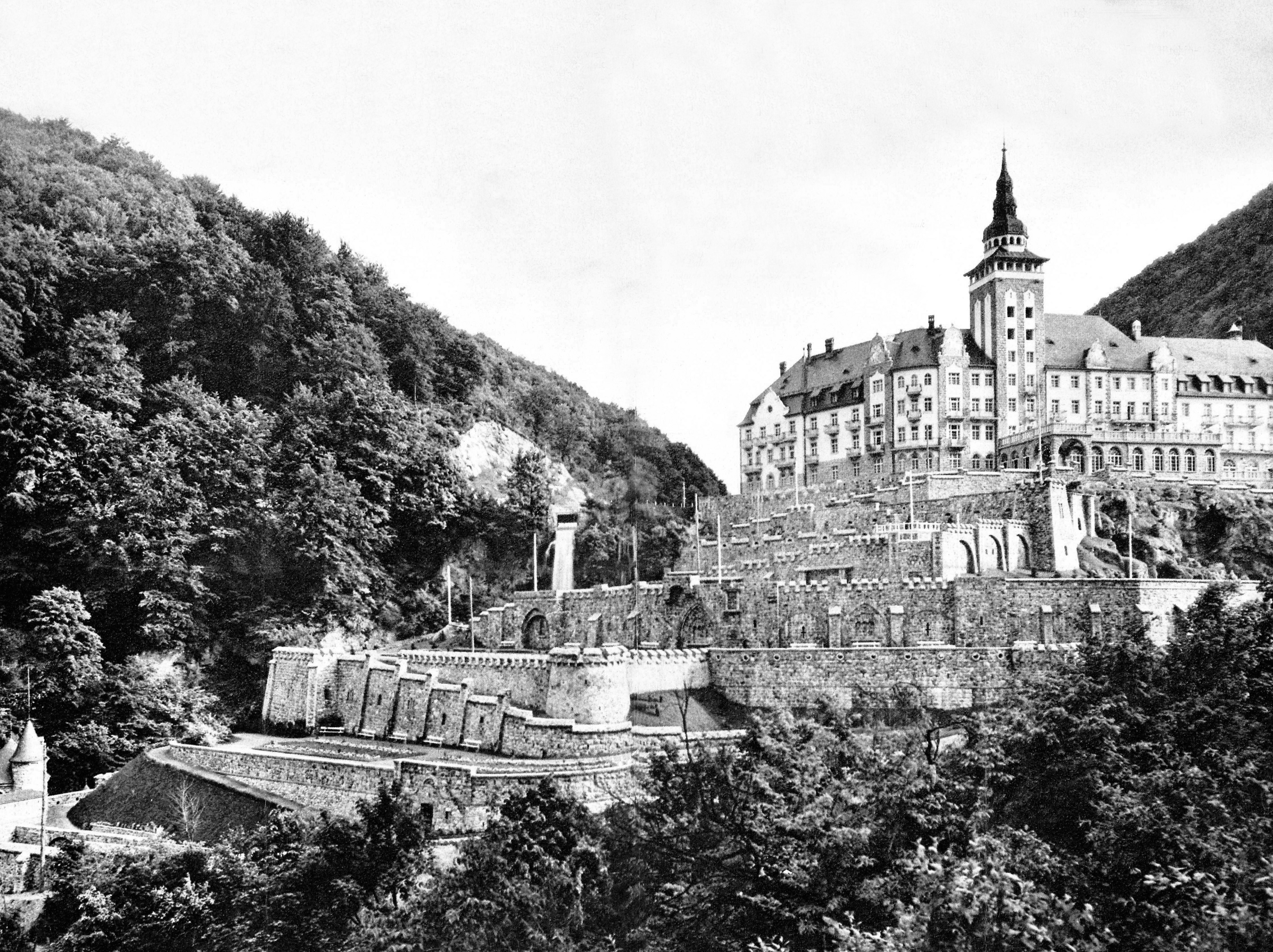
A nagyrészt külföldi hitelből, állami beruházásban épült Lillafüredi Palotaszálló, 1930-os megnyitása után

Magyarország az 1930-as évek elejére a régió legeladósodottabb országa lett, külföldi tartozása 1931-ben 4,3 milliárd pengőt tett ki, amelyből 2,5 milliárd hosszú lejáratú, 1,8 milliárd pedig középlejáratú áru-, folyószámla- és váltóleszámítolási hitelből állt. A külföldi hitelek több mint a fele az államot, a többi magánfeleket terhelte.
A világválság pénzügyi vonatkozásai súlyosan érintették Magyarország fontos európai partnereit is. A német jegybank aranykészlete 1929 júliusa és 1931 júniusa között 512 millió dollárról 58 millióra csökkent. A teljes bank- és államcsőd elkerülését csak a kifizetések leállítása tette lehetővé. A bécsi Creditanstalt csődje közvetlenül érintette a magyar gazdaságot is.
Magyarország korábbi hiteleinek éves törlesztése a válság elejére már meghaladta az éves tőkeimport összegét. 1929-től a kormány igyekezett újabb kölcsönöket szerezni. A Magyar Nemzeti Bank arany- és devizakészletei a törlesztések következtében szinte kimerültek. A pengő aranyfedezete 40%-ról 28%-ra csökkent. A bécsi Creditanstalttal kapcsolatban álló Hitelbank csak a kormány 40 milliós hitele mentette meg a csődtől. Reálissá vált az államcsőd fenyegetése.
1931. július 17-én a kormány három napos bankszünetet rendelt el. Ez alatt az idő alatt állami rendelkezések egész sorát léptették életbe. Korlátozták a betétek kivonását azzal, hogy azoknak csak az 5%-át, maximum 1000 pengőt lehetett felvenni. (Később ezt 10%-ra emelték.)
A legfontosabb azonban a kötött devizagazdálkodás bevezetése volt, amivel Magyarország véglegesen letért az aranyalapról, az aranystandard rendszeréről, ami egyébként 1914 óta már csak névleg működött. Az 1927-ben bevezetett magyar pengő végleg elvesztette árupénz jellegét és hitelpénzzé vált. Zárolták az arany- és devizakészleteket, a pengő szabad átváltását megszüntették, a deviza ki- vagy befizetéseket csak a Nemzeti Bank engedélyezhette.
A kötött devizagazdálkodás alapján került sor 1931 nyarán a külföldi tartozások törlesztésének beszüntetésére. Az év őszén tárgyalások indultak a hitelezőkkel a „hitelrögzítésről” (Stillhalte). Kezdetben a kamatokat továbbra is fizetni
akarták devizában, azonban ehhez sem volt elegendőek az MNB készletei, ezért a kormány
1931. december 22-én teljes „transzfermoratóriumot” rendelt el, azaz megtagadott minden törlesztést a külföldi hitelezők felé. Ez számos magyar nagyvállalatot is megmentett a csődtől.
A külföldi tartozások ügyét természetesen idővel rendezni kellett. 1933-ban több hónapos tárgyalás után abban állapodtak meg az angol, amerikai és svájci hitelezőkkel, hogy megindul a kamatok törlesztése és évi 5%-os mértékben a tőke visszafizetése is. Ennek módja azonban az lett, hogy a magyar adós a tartozás esedékes összegét pengőben a Nemzeti Bankhoz fizette be, a külföldi hitelező zárolt számlájára, tehát az összeg csupán magyarországi felhasználásra állt a hitelező rendelkezésére. Ezek az intézkedések elősegítették a magyar gazdasági helyzet megszilárdulását és segítették a belső tőkefelhalmozást is. A hitelezők azért voltak kénytelenek beleegyezni ebbe, mert az általános európai helyzet nem tett lehetővé számukra kedvezőbb megoldást, valamint nem akarták csődbe kergetni Magyarországot, a Szovjetunió elleni „cordon sanitaire” fontos államát.
Egészében véve a magyar bankok nemzetközi összehasonlításban viszonylag kis áldozatokkal jutottak túl a válságon. Nem voltak látványos alaptőke-leszállítások, leírások. Hozzájárulhattak ehhez a már régóta működő bankfelügyelet, valamint a kormányzat intézkedései, de a viszonylagos szilárdság okai között meg kell említeni a szolid üzletpolitikát, a likviditási szempontok figyelembevételét. A tőkeszegénység következtében a magyar bankok csak a legmegalapozottabb hiteligényeket tudták kielégíteni, ami javította a törlesztés esélyeit.

### Külkereskedelem
A külkereskedelmi cserearány a nagyrészt mezőgazdasági export és túlnyomórészt ipari import árszínvonalának növekvő különbsége miatt folyamatosan romlott.
A kötött devizagazdálkodás körülményei között a külkereskedelem is teljes állami ellenőrzés alá került, mivel csak állami engedéllyel kaphattak a vállalatok valutát, illetve az exportért kapott valutát be kellett szolgáltatniuk.  Ezekben az években lett az export támogatásának legelterjedtebb eszköze világszerte a valuta leértékelése. Magyarországon (és más adós országokban) azonban nem került sor a valuta nyílt leértékelésére, ugyanis a hazai valuta leértékelése esetén a meglevő adósságállomány visszafizetésére jóval nagyobb pengőösszeget kellett volna elkülöníteni. Igy hiába nőtt volna a kivitel, hiába nőtt volna a külkereskedelmi mérleg aktívuma, ha azt a fizetési mérleg passzívumának növekedése ellensúlyozta volna. Ezért a nyílt leértékelés helyett a magyar kormányzat egy bonyolult felárrendszert vezetett be, ami az egész külkereskedelmi forgalmat a Nemzeti Bank ellenőrzése, sőt bizonyos mértékig irányítása alá helyezte. A kivitelből befolyó egész valutamennyiség a Nemzeti Bankhoz folyt be, és a behozatalhoz szükséges devizát is a Nemzeti Bank biztosította. Az egyes valuták pengőre történő átváltásakor az MNB a hivatalos árfolyamán túl magasabb pengőösszeget folyósított, vagyis úgynevezett felárakat alkalmazott. Így a pengő nyílt leértékelése nélkül a külkereskedelemben, és csak ott – ugyanis az adósságokra ez nem vonatkozott – a valutaleértékelés előnyeit biztosították az ország számára. A felárak rendszerét rugalmasan alkalmazták árucikkek és piacok szerint úgy, hogy a magyar árucikkek versenyképesek legyenek az adott piacon, akár dömpingár alkalmazásával is. Ebben az esetben a vállalatok a hazai eladásaikból termelték meg profitjuk egészét vagy nagy részét, külföldre olcsón exportálhattak.
A felárrendszer átlagosan 20–40%-os pengőleértékelésnek felelt meg. Az importnál általában magasabb felárakat alkalmaztak, ami a behozatal csökkenését eredményezte.

## Kapcsolódó szócikk
- Magyarország gazdasága az 1920-as években